# Scotopteryx jurassica
Scotopteryx jurassica är en fjärilsart som beskrevs av Ludwig Osthelder 1921. Scotopteryx jurassica ingår i släktet backmätare, och familjen mätare. Inga underarter finns listade.